# Hamina (1998)
Hamina (80) – fiński kuter rakietowy z końca XX wieku, pierwsza z czterech jednostek typu Hamina. Okręt został zwodowany 25 kwietnia 1998 roku w stoczni Finnyards w Rauma, a do służby w Fińskiej Marynarce Wojennej wszedł 24 sierpnia 1998 roku. Jednostka nadal znajduje się w składzie floty i ma status operacyjny (stan na 2019 rok).

## Projekt i budowa
Prace projektowe nad kutrami rakietowymi 4. generacji rozpoczęto w Finlandii tuż po zakończeniu budowy okrętów typu Rauma. Nowa konstrukcja (pod oznaczeniem PV 50) była rozwinięciem poprzedniego projektu, powielając większość systemów (wielkość, uzbrojenie, napęd i wyposażenie) z niewielkimi modyfikacjami. Priorytetem konstruktorów była redukcja wartości pól fizycznych okrętu, co zaowocowało zastosowaniem nowej nadbudówki. Początkowo planowano budowę jedynie dwóch jednostek, jednak po anulowaniu programu budowy poduszkowców rakietowych typu NB-432 zamówienie powiększono o dwa kolejne okręty.
Prototypowa „Hamina” została zamówiona w stoczni Finnyards w Rauma 26 stycznia 1997 roku, a umowa opiewała na 21,6 mln USD (bez uzbrojenia). Stępkę okrętu położono w sierpniu 1997 roku, a zwodowany został 25 kwietnia 1998 roku .

## Dane taktyczno-techniczne

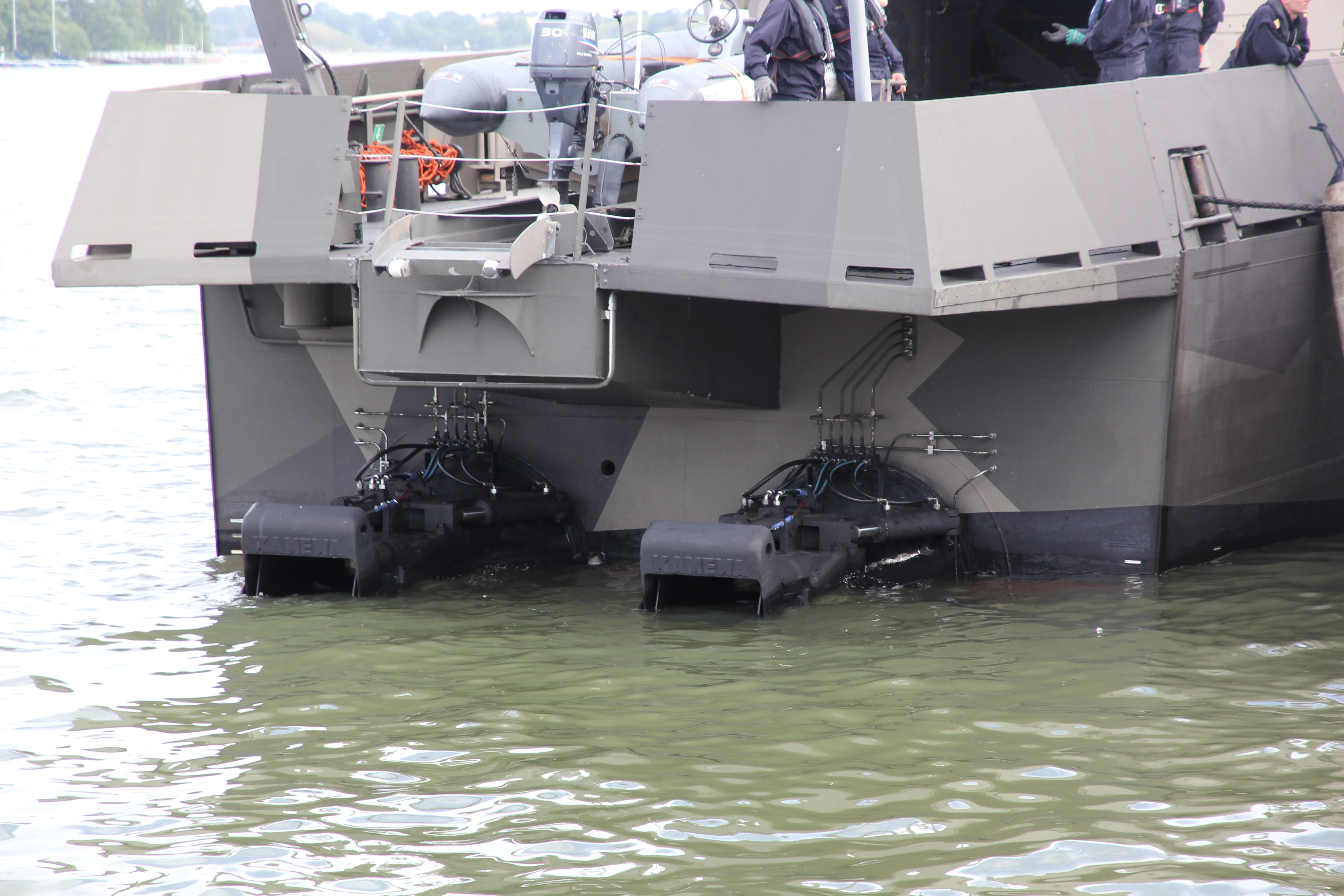
Pędniki strugowodne na rufie kutra.

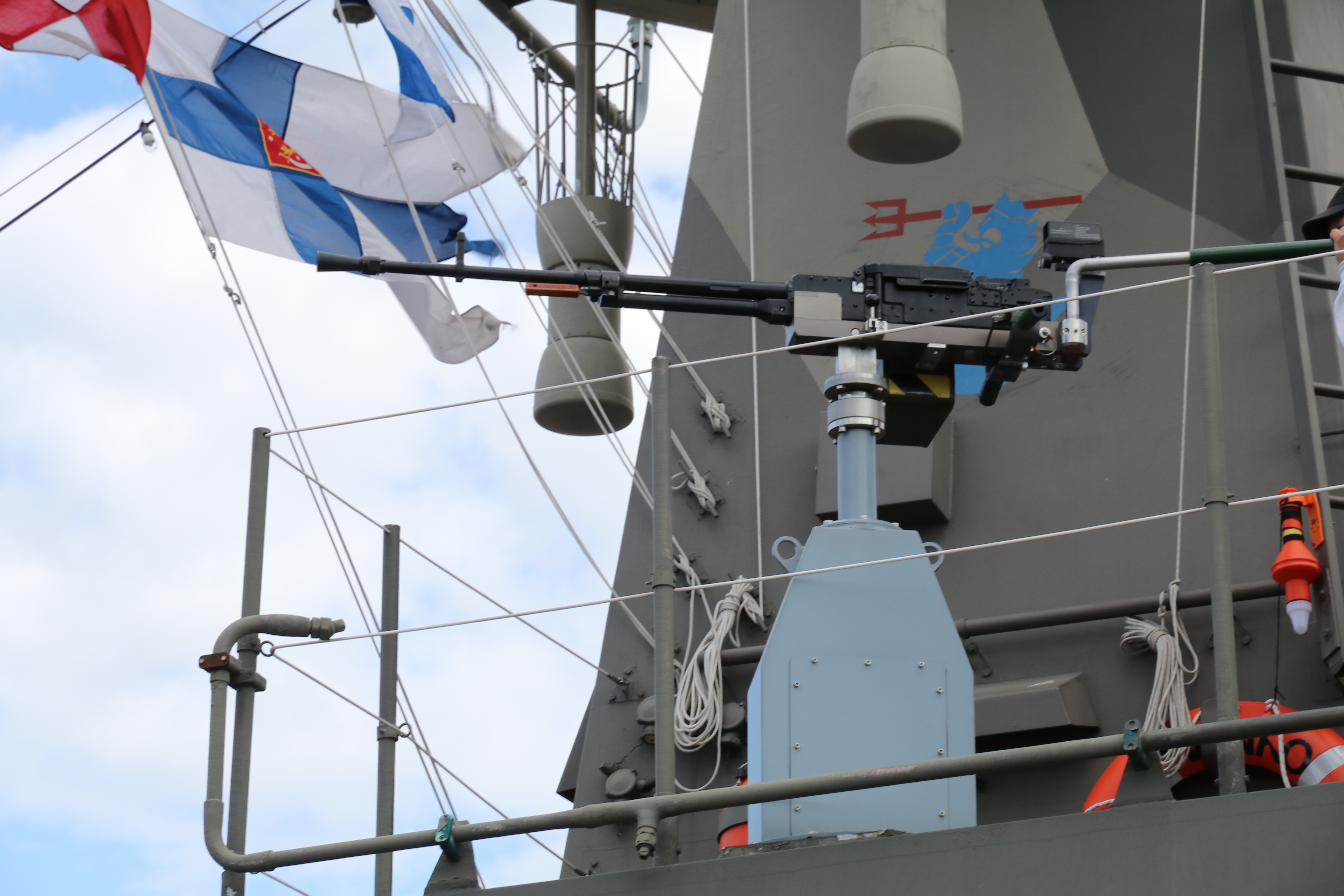
Wkm Ittk kal. 12,7 mm na pokładzie bliźniaczego kutra „Hanko”.

Okręt jest kutrem rakietowym o długości całkowitej 50,8 metra (44,3 metra na konstrukcyjnej linii wodnej), szerokości całkowitej 8,3 metra i zanurzeniu 2 metry. Gładkopokładowy kadłub jednostki został wykonany ze spawanych sekcji blachy aluminiowej. Podzielony jest na siedem przedziałów wodoszczelnych: (od dziobu): I – skrajnik dziobowy, II – umywalnie, III – pomieszczenia mieszkalne załogi, IV – bojowe centrum informacyjne (BCI), V – siłownia dziobowa, VI – siłownia rufowa i VII – skrajnik rufowy z mechanizmami pędników. Masywną nadbudówkę typu stealth wykonano z kompozytów poliestrowo-szklanych wzmocnionych włóknami kevlarowymi. Zarówno kadłub, jak i nadbudówkę pokryto materiałem absorbującym i rozpraszającym fale radarowe (HPA-1), a niski poziom pola magnetycznego jest dodatkowo redukowany poprzez okrętowy system demagnetyzacyjny. Wyporność standardowa wynosi 235 ton, a pełna 270 ton. Siłownię okrętu stanowią dwa turbodoładowane 16-cylindrowe silniki wysokoprężne w układzie V MTU 16V538 TB93 o łącznej mocy 7510 KM przy 1900 obr./min, napędzające poprzez dwustopniową przekładnię redukcyjną Velmet M1HC-420 ES dwa pędniki strugowodne KaMeWa 90SII (o maksymalnym wychyleniu +/-65°). Maksymalna prędkość jednostki wynosi 32 węzły. Okręt może zabrać 88 m³ mazutu, co zapewnia zasięg wynoszący 500 Mm przy prędkości 30 węzłów. Energię elektryczną zapewniają dwa generatory prądu zmiennego 220 V Saab-Scania 11DGSJGM o mocy 295 KM każdy. Siłownią zarządza automatyczny system nadzoru CAE Valmarine, który umożliwia jej bezwachtową pracę, a kolektory wydechowe wyposażono w instalację chłodzenia spalin wodą zaburtową norweskiej firmy Mecmar AS. Autonomiczność okrętu wynosi 5 dób.
Główne uzbrojenie okrętu stanowią wyrzutnie przeciwokrętowych pocisków rakietowych RBS-15SF3 produkcji szwedzkiej, umieszczone początkowo na rufie w dwóch podwójnych kontenerach. Pocisk rozwija prędkość 0,8 Ma, masa głowicy bojowej wynosi 200 kg, a maksymalny zasięg sięga 100 km. Na dziobie w wieży umieszczono pojedynczą armatę przeciwlotniczą kalibru 40 mm Bofors 600E L/70. Masa naboju wynosi 0,96 kg, donośność 12 000 metrów i szybkostrzelność teoretyczna 300 strz./min. Za masztem głównym ustawiono podwójne stanowisko działek plot. Sako kal. 23 mm L/87 (licencyjna radziecka ZU-23-2). Broń małokalibrową stanowią umieszczone na nadbudówce na wysokości masztu dwa pojedyncze stanowiska wkm Ittk (licencyjne radzieckie NSW) kal. 12,7 mm.
Broń przeciwpodwodną stanowi zrzutnia bomb głębinowych. Okręt może też przenosić do 10 min typu Merimiina 2000.
Wyposażenie radioelektroniczne obejmowało początkowo system walki radioelektronicznej Signaal Tacticos, radar dozoru ogólnego Signaal Scout, radar kontroli ognia 9LV 225, radar nawigacyjny Raytheon ARPA, optoelektroniczny system kierowania ogniem Saab Dynamics EOS-400, urządzenia łączności systemu ICS-2000, sonar Simrad Subdea Toadfish i sonar holowany Finnyards Sonac/PTA.
Jednostka została dostosowana do biernej obrony przeciwatomowej i przeciwchemicznej. W tym celu zamontowano 50 dysz do zraszania i spłukiwania okrętu wodą morską, a pomieszczenia wewnętrzne chronione są specjalnymi uszczelkami.
Załoga okrętu składa się z 5 oficerów oraz 14-15 marynarzy.

## Służba
„Hamina” została wcielona do służby w Fińskiej Marynarce Wojennej w dniu 24 sierpnia 1998 roku. Kuter otrzymał numer burtowy 74. Problemy finansowe marynarki i zbyt późne ogłoszenie przetargów na systemy uzbrojenia i wyposażenia radioelektronicznego spowodowało, że okręt rozpoczął próby morskie z tymczasowym zestawem uzbrojenia i niepełnym wyposażeniem radioelektronicznym (cześć wypożyczono w 2000 roku od firmy Thales).
W latach 2001–2006 „Haminę” kosztem 6,3 mln euro przebudowano do standardu jednostek seryjnych. Po zakończeniu modernizacji uzbrojenie kutra przedstawia się następująco: poczwórna wyrzutnia przeciwokrętowych pocisków rakietowych RBS-15SF3 umieszczona na śródokręciu, w tylnej części nadbudówki; pionowa ośmioprowadnicowa wyrzutnia rakiet plot. Umkhonto-IR (o zasięgu 12 km, prędkości 2 Ma i masie głowicy bojowej 22 kg), także umieszczona w nadbudówce; pojedyncza armata uniwersalna kal. 57 mm Bofors Mark 3 L/70, w wieży na dziobie (masa naboju wynosi 2,6 kg, donośność sięga 17 000 metrów, a szybkostrzelność teoretyczna 220 strz./min), dwa pojedyncze wkm Ittk kal. 12,7 mm, do 10 min Merimiina 2000. Zainstalowane zostały także dwie 32-prowadnicowe wyrzutnie pocisków zakłóceń pasywnych Rheinmetall MASS 2L kal. 81 mm. Okręt otrzymał również zmieniony zestaw wyposażenia radioelektronicznego, na który składają się: system walki EADS ANCS SQ 2000, radar dozoru ogólnego EADS TRS-3D/16ES, radar nawigacyjny Furuno, system kierowania ogniem CEROS 200, głowica optroniczna Sagem EOMS NG, system walki radioelektronicznej Thales SIEWS DR 3000, sonar kadłubowy Simrad Subdea Toadfish, sonar holowany Finnyards Sonac/PTA (z 78-metrową pasywną anteną), system IFF EADS MSSR 2000, zintegrowany system łączności ICS-2000, ostrzegacz o opromieniowaniu laserowym EADS COLDS oraz system nawigacyjny oparty na ECDIS i AIS. Poważne zmiany w uzbrojeniu i wyposażeniu sprawiły, że okręt otrzymał nowy numer taktyczny – 80.
Wraz z bliźniaczymi kutrami „Hamina” bazuje w Upinniemi (na południe od Kirkkonummi). 4 stycznia 2018 roku Patria i Saab zawarły kontrakt na modernizację i dozbrojenie kutrów typu Hamina, warty 205 mln USD (prace mają objąć m.in. instalację systemu zwalczania okrętów podwodnych opartego na torpedach Saab NLT i nowego zintegrowanego systemu łączności TactiCall, a także modernizację systemu walki . 
Okręt nadal służy w fińskiej flocie (stan na 2019 rok) .